# Les Silences d'un homme
Pour plus de détails, voir Fiche technique et Distribution.
Les Silences d'un homme (titre original : Men Don't Tell) est un téléfilm américain, réalisé par Harry Winer, diffusé le 14 mars 1993 aux États-Unis.
Ce téléfilm lève le tabou de la violence conjugale à l'égard des hommes.

## Synopsis
En pleine nuit, Ed MacAffrey est arrêté à son domicile par la police pour tentative de meurtre sur sa femme, Laura. Gravement blessée à la suite d'une chute par la fenêtre, celle-ci vient d'être emmenée inconsciente à l'hôpital. Placé en garde à vue, Ed soutient dans un premier temps qu'il s'agit d'un accident, sans parvenir à convaincre les enquêteurs. La police est en effet persuadée qu'Ed bat sa femme et qu'il l'a violemment agressée lors d'une dispute. Même son père, un ancien policier, le supplie de corriger sa version des faits et d'avouer qu'il a perdu le contrôle de lui-même après avoir trop bu. Poussé dans ses derniers retranchements, Ed commence alors, devant des policiers incrédules, le récit des accès de violence de sa femme... Derrière les apparences d'un couple parfait, Ed subit en réalité la jalousie maladive de Laura, dont le mal-être la pousse de plus en plus fréquemment à s'emporter violemment, même devant leurs deux enfants, Cindy et Alan. Désemparé, Ed a toujours préféré garder le silence sur une lèvre coupée, un œil au beurre noir ou une main blessée. Il a aussi renoncé au divorce, afin de préserver ses enfants. Mais il doit maintenant convaincre des policiers sceptiques à ce rapport de rôles inversés. Car si Laura succombe à ses blessures, il sera accusé de meurtre...

## Fiche technique
Sauf mention contraire, cette fiche technique est établie à partir d'IMDb.
- Titre français : Les Silences d'un homme
- Titre original en anglais : Men Don't Tell
- Réalisation : Harry Winer
- Scénario : Selma Thompson et Jeff Andrus
- Direction artistique : Rebecca Carriaga et Grant Sawyer
- Costumes : Dorothy Amos
- Photographie : Kees Van Oostrum
- Montage : David A. Simmons
- Musique : Cameron Allan
- Production : Nancy Bein et Philip L. Parslow
- Sociétés de production[3] : Twentieth Century Fox Film Corporation
- Budget de production : 19 000 000 de dollars
- Pays d'origine :  États-Unis
- Langue : Anglais
- Format[4] : couleur - 1.85 : 1 - Dolby
- Genre : Drame
- Durée : 95 minutes
- Dates de diffusion[5] : 
  -  États-Unis : 14 mars 1993
  -  Portugal : 5 décembre 1998

## Distribution
- Peter Strauss :  Ed MacAffrey
- Judith Light : Laura MacAffrey
- James Gammon : Jack
- Noble Willingham : Capitaine Riley
- Stephen Lee : Chuck
- Richard Gant : le Pape
- Carroll Baker : Ruth
- Ashley Johnson : Cindy
- Cliff Bemis : Danny
- Nick Angotti : Greg
- Susan Egan : la fleuriste